# کوزمینکا (شهرستان چیشمینسکی، باشقیرستان)
کوزمینکا (انگلیسی: Kuzminka, Chishminsky District, Republic of Bashkortostan) یک شهرک در شهرستان چیشمینسکی در استان باشقیرستان کشور روسیه است.